# Abimwa dendra
Abimwa dendra är en insektsart som beskrevs av Pieter D. Theron 1988. Abimwa dendra ingår i släktet Abimwa och familjen dvärgstritar. Inga underarter finns listade i Catalogue of Life.